# Ludwig Konjetschni
Ludwig Konjetschni (Český Těšín, 1892 - overleden na 1951, waarschijnlijk in Australië), in het originele Tsjechisch ook wel Ludvík Konečný en later veranderd naar Louis Conney, was een zakenman die vooral bekend werd van zijn uitbating van homobar Eldorado ten tijde van de Weimarrepubliek.

## Vroege leven
Konjetschni werd geboren in het huidige Tsjechië. De stad waar Konjetschni geboren werd, Český Těšín, behoorde ten tijde van zijn geboorte tot de Oostenrijks-Hongaarse dubbelmonarchie. In 1919 kwam Konjetschni in Berlijn aan. In datzelfde jaar ontstond er een club met de naam Eldorado in Kreuzberg. Deze club zou de eerste van een reeks clubs met dezelfde naam worden en de enige die niet door Konjetschni opgericht was.

## Uitbater in Berlijn
Begin jaren 1920 zou Konjetschni in Charlottenburg zijn eigen variant op Eldorado openen. Na enige jaren zou Konjetschni de kroeg verplaatsen naar Schöneberg. Eldorado valt wel te omschrijven als een groot succes; het was een dure bar waar verschillende lhbt-beroemdheden gespot werden. Het was een van de populairste establishmenten voor lhbti'ers ten tijde van de Weimarrepubliek en werd, vergelijkbaar met het Institut für Sexualwissenschaft, een veilige haven voor mensen die niet-heteroseksueel waren.
Konjetschni bewoog zich met het uitbaten van Eldorado in een grijs gebied; homoseksuele seks was volgens paragraaf 175 verboden, maar homosociale bijeenkomsten niet. In Eldorado werd echter ook veelvuldig gebruikgemaakt van travestie, wat volgens de wet wél verboden was. Konjetschni besloot zijn portefeuille in 1932 te diversifiëren door een café aan te kopen dat op het bredere publiek gericht was, Villa d'Este, wat hij direct omdoopte tot Kaffee Aquarium, een verwijzing naar het aquarium dat in het café aanwezig was.
In 1932 moest Eldorado sluiten, net zoals andere homohoreca en de brede selectie aan homoseksuele Schmutz und Schund-literatuur opgedoekt werd. Aanzet hiertoe werd gegeven door Kurt Melcher, de nieuwe politiecommissaris van Berlijn die besloot hard op te treden tegen de opgebouwde homocultuur. In het pand waarin Eldorado had gezeten, nam De Biguine, een bar die wel werd omschreven als 'Berlijns eerste negerbar', zitting. Hierbij lijkt Konjetschni ook betrokken te zijn geweest; hij hielp met het vormgeven van het programma.

## Afstand doen van Eldorado en vlucht
In 1933 werd de situatie voor Konjetschni steeds precairder. De nazi's waren intussen aan de macht gekomen en hadden een duidelijke, negatieve visie op homoseksualiteit (en overigens ook op donkere mensen, wat zijn betrokkenheid bij De Biguine ook niet zonder gevaar maakte). Als uitbater van een homobar werd zijn werk dus steeds gevaarlijker. Om zijn familie te beschermen, sloot hij de kroeg permanent en droeg het pand over aan de Sturmabteilung. Hij meldde zichzelf aan als lid van de nazipartij, mogelijk om zichzelf en zijn familie te beschermen tegen vervolging. Hij vluchtte in juli 1933 met zijn vrouw en twee kinderen en zou uiteindelijk in Sydney in Australië belandden. Hier zou hij onder een nieuwe naam, Louis Conney, bekend staan. In 1951 was hij nog in leven en zou een poging doen een claim tegen de Duitse overheid in te dienen om gecompenseerd te worden voor onder meer het verlies van Eldorado en Kaffee Aquarium.